# Vuelta a España 2023
Vuelta a España 2023 var den 78. udgave af Vuelta a España. Den 3.156,5 km lange spanske Grand Tour startede den 26. august 2023 i Barcelona, og blev afsluttet 17. september i Madrid.
For andet år i træk begyndte løbet med et holdløb. Ti af etaperne havde afslutning på en bjergstigning, heriblandt de berygtede Col du Tourmalet og Alto de l'Angliru.
Amerikanske Sepp Kuss fra Team Jumbo-Visma blev den samlede vinder af løbet foran holdkammeraterne Jonas Vingegaard og Primož Roglič.

## Etaperne
| Etape     | Dato     | Start – Mål                                             | type              | Afstand (km) | Elevation (m) | Etapevinder        | Førende rytter  |
| --------- | -------- | ------------------------------------------------------- | ----------------- | ------------ | ------------- | ------------------ | --------------- |
| 1. etape  | 26. aug. | Barcelona – Barcelona                                   | holdtidskørsel    | 14,8         | 66 m          | Team DSM-Firmenich | Lorenzo Milesi  |
| 2. etape  | 27. aug. | Mataró – Barcelona                                      | kuperet etape     | 181,8        | 2.619 m       | Andreas Kron       | Andrea Piccolo  |
| 3. etape  | 28. aug. | Súria – Arinsal                                         | bjergetape        | 158,5        | 3.486 m       | Remco Evenepoel    | Remco Evenepoel |
| 4. etape  | 29. aug. | Andorra la Vella – Tarragona                            | kuperet etape     | 183,6        | 1.798 m       | Kaden Groves       | Remco Evenepoel |
| 5. etape  | 30. aug. | Morella – Borriana                                      | kuperet etape     | 186,2        | 2.384 m       | Kaden Groves       | Remco Evenepoel |
| 6. etape  | 31. aug. | La Vall d'Uixó – Observatorio Astrofísico de Javalambre | bjergetape        | 183,1        | 3.976 m       | Sepp Kuss          | Lenny Martinez  |
| 7. etape  | 1. sep.  | Utiel – Oliva                                           | flad etape        | 200,8        | 987 m         | Geoffrey Soupe     | Lenny Martinez  |
| 8. etape  | 2. sep.  | Dénia – Xorret del Catí                                 | bjergetape        | 165          | 3.611 m       | Primož Roglič      | Sepp Kuss       |
| 9. etape  | 3. sep.  | Cartagena – Caravaca de la Cruz                         | bjergetape        | 184,5        | 2.972 m       | Lennard Kämna      | Sepp Kuss       |
|           | 4. sep.  | Hviledag                                                | Hviledag          |              |               |                    |                 |
| 10. etape | 5. sep.  | Valladolid – Valladolid                                 | enkeltstart       | 25,8         | 112 m         | Filippo Ganna      | Sepp Kuss       |
| 11. etape | 6. sep.  | Lerma – Laguna Negra de Urbión                          | middel bjergetape | 163,2        | 2.215 m       | Jesús Herrada      | Sepp Kuss       |
| 12. etape | 7. sep.  | Ólvega – Zaragoza                                       | flad etape        | 150,6        | 888 m         | Sebastián Molano   | Sepp Kuss       |
| 13. etape | 8. sep.  | Aramón Formigal – Col du Tourmalet                      | bjergetape        | 134,7        | 4.282 m       | Jonas Vingegaard   | Sepp Kuss       |
| 14. etape | 9. sep.  | Sauveterre-de-Béarn – Larra-Belagua                     | bjergetape        | 156,2        | 4.655 m       | Remco Evenepoel    | Sepp Kuss       |
| 15. etape | 10. sep. | Pamplona – Lekunberri                                   | middel bjergetape | 158,3        | 2.331 m       | Rui Costa          | Sepp Kuss       |
|           | 11. sep. | Hviledag                                                | Hviledag          |              |               |                    |                 |
| 16. etape | 12. sep. | Liencres – Bejes                                        | middel bjergetape | 120,1        | 2.089 m       | Jonas Vingegaard   | Sepp Kuss       |
| 17. etape | 13. sep. | Ribadesella – Alto de l'Angliru                         | bjergetape        | 124,4        | 3.303 m       | Primož Roglič      | Sepp Kuss       |
| 18. etape | 14. sep. | Pola de Allande – Cruz de Llinares                      | bjergetape        | 178,9        | 4.624 m       | Remco Evenepoel    | Sepp Kuss       |
| 19. etape | 15. sep. | La Bañeza – Íscar                                       | flad etape        | 177,1        | 935 m         | Alberto Dainese    | Sepp Kuss       |
| 20. etape | 16. sep. | Manzanares el Real – Guadarrama                         | middel bjergetape | 207,8        | 4.330 m       | Wout Poels         | Sepp Kuss       |
| 21. etape | 17. sep. | Hipódromo de la Zarzuela – Madrid                       | flad etape        | 101,1        | 854 m         | Kaden Groves       | Sepp Kuss       |

## Trøjernes fordeling gennem løbet
| Etape     |                   | Vinder _           | Samlede stilling | Pointtrøje      | Bjergtrøje        | Ungdomstrøje    | Mest angrebsivrige | Holdkonkurrence       |
| --------- | ----------------- | ------------------ | ---------------- | --------------- | ----------------- | --------------- | ------------------ | --------------------- |
| 1. etape  | holdtidskørsel    | Team DSM-Firmenich | Lorenzo Milesi   | ikke uddelt     | ikke uddelt       | Lorenzo Milesi  | ikke uddelt        | Team DSM-Firmenich    |
| 2. etape  | kuperet etape     | Andreas Kron       | Andrea Piccolo   | Andreas Kron    | Matteo Sobrero    | Andrea Piccolo  | Javier Romo        | EF Education-EasyPost |
| 3. etape  | bjergetape        | Remco Evenepoel    | Remco Evenepoel  | Andrea Vendrame | Remco Evenepoel   | Remco Evenepoel | Damiano Caruso     | Jumbo-Visma           |
| 4. etape  | kuperet etape     | Kaden Groves       | Remco Evenepoel  | Kaden Groves    | Eduardo Sepúlveda | Remco Evenepoel | Ander Okamika      | Jumbo-Visma           |
| 5. etape  | kuperet etape     | Kaden Groves       | Remco Evenepoel  | Kaden Groves    | Eduardo Sepúlveda | Remco Evenepoel | Eric Fagúndez      | Jumbo-Visma           |
| 6. etape  | bjergetape        | Sepp Kuss          | Lenny Martinez   | Kaden Groves    | Eduardo Sepúlveda | Lenny Martinez  | Mikel Landa        | Bahrain Victorious    |
| 7. etape  | flad etape        | Geoffrey Soupe     | Lenny Martinez   | Kaden Groves    | Eduardo Sepúlveda | Lenny Martinez  | Ander Okamika      | Bahrain Victorious    |
| 8. etape  | bjergetape        | Primož Roglič      | Sepp Kuss        | Kaden Groves    | Eduardo Sepúlveda | Lenny Martinez  | Oier Lazkano       | Jumbo-Visma           |
| 9. etape  | bjergetape        | Lennard Kämna      | Sepp Kuss        | Kaden Groves    | Eduardo Sepúlveda | Lenny Martinez  | Jon Barrenetxea    | Jumbo-Visma           |
| 10. etape | enkeltstart       | Filippo Ganna      | Sepp Kuss        | Kaden Groves    | Eduardo Sepúlveda | Remco Evenepoel | ikke uddelt        | Jumbo-Visma           |
| 11. etape | middel bjergetape | Jesús Herrada      | Sepp Kuss        | Kaden Groves    | Jesús Herrada     | Remco Evenepoel | José Manuel Díaz   | Jumbo-Visma           |
| 12. etape | flad etape        | Sebastián Molano   | Sepp Kuss        | Kaden Groves    | Jesús Herrada     | Remco Evenepoel | Jetse Bol          | Jumbo-Visma           |
| 13. etape | bjergetape        | Jonas Vingegaard   | Sepp Kuss        | Kaden Groves    | Jonas Vingegaard  | Juan Ayuso      | Michael Storer     | Jumbo-Visma           |
| 14. etape | bjergetape        | Remco Evenepoel    | Sepp Kuss        | Kaden Groves    | Remco Evenepoel   | Juan Ayuso      | Remco Evenepoel    | Jumbo-Visma           |
| 15. etape | middel bjergetape | Rui Costa          | Sepp Kuss        | Kaden Groves    | Remco Evenepoel   | Juan Ayuso      | Remco Evenepoel    | Jumbo-Visma           |
| 16. etape | middel bjergetape | Jonas Vingegaard   | Sepp Kuss        | Kaden Groves    | Remco Evenepoel   | Juan Ayuso      | Joel Nicolau       | Jumbo-Visma           |
| 17. etape | bjergetape        | Primož Roglič      | Sepp Kuss        | Kaden Groves    | Remco Evenepoel   | Juan Ayuso      | Remco Evenepoel    | Jumbo-Visma           |
| 18. etape | bjergetape        | Remco Evenepoel    | Sepp Kuss        | Kaden Groves    | Remco Evenepoel   | Juan Ayuso      | Remco Evenepoel    | Jumbo-Visma           |
| 19. etape | flad etape        | Alberto Dainese    | Sepp Kuss        | Kaden Groves    | Remco Evenepoel   | Juan Ayuso      | Michal Schlegel    | Jumbo-Visma           |
| 20. etape | middel bjergetape | Wout Poels         | Sepp Kuss        | Kaden Groves    | Remco Evenepoel   | Juan Ayuso      | Pelayo Sánchez     | Jumbo-Visma           |
| 21. etape | flad etape        | Kaden Groves       | Sepp Kuss        | Kaden Groves    | Remco Evenepoel   | Juan Ayuso      | Remco Evenepoel    | Jumbo-Visma           |
| Samlet    | Samlet            |                    | Sepp Kuss        | Kaden Groves    | Remco Evenepoel   | Juan Ayuso      | Remco Evenepoel    | Jumbo-Visma           |

## Resultater

### Samlede stilling
| \| Samlede stilling \| Samlede stilling \| Samlede stilling \| Samlede stilling \| Samlede stilling \| \| Rytter \| Rytter \| Hold \| Tid \| \| \| ---------------- \| ------------------ \| ------------------ \| ---------------- \| ---------------- \| \| 1. \| Sepp Kuss \| Jumbo-Visma \| 76t 48' 21" \| \| \| 2. \| Jonas Vingegaard \| Jumbo-Visma \| + 17" \| \| \| 3. \| Primož Roglič \| Jumbo-Visma \| + 1' 08" \| \| \| 4. \| Juan Ayuso \| UAE Team Emirates \| + 3' 18" \| \| \| 5. \| Mikel Landa \| Bahrain Victorious \| + 3' 37" \| \| \| 6. \| Enric Mas \| Movistar Team \| + 4' 14" \| \| \| 7. \| Aleksandr Vlasov \| Bora-Hansgrohe \| + 7' 53" \| \| \| 8. \| Cian Uijtdebroeks \| Bora-Hansgrohe \| + 8' 00" \| \| \| 9. \| João Almeida \| UAE Team Emirates \| + 10' 08" \| \| \| 10. \| Santiago Buitrago \| Bahrain Victorious \| + 11' 38" \| \| \| 11. \| Steff Cras \| TotalEnergies \| + 14' 04" \| \| \| 12. \| Remco Evenepoel \| Soudal Quick-Step \| + 16' 44" \| \| \| 13. \| Cristián Rodríguez \| Arkéa-Samsic \| + 22' 13" \| \| \| 14. \| Marc Soler \| UAE Team Emirates \| + 25' 21" \| \| \| 15. \| Wout Poels \| Bahrain Victorious \| + 31' 00" \| \| \| 16. \| Einer Rubio \| Movistar Team \| + 34' 49" \| \| \| 17. \| Juan Pedro López \| Lidl-Trek \| + 35' 47" \| \| \| 18. \| Antonio Tiberi \| Bahrain Victorious \| + 50' 13" \| \| \| 19. \| Damiano Caruso \| Bahrain Victorious \| + 53' 47" \| \| \| 20. \| Emanuel Buchmann \| Bora-Hansgrohe \| + 59' 02" \| \| |                    |                    |             |
| |                    |                    |             |
| Kilde: ProCyclingStats |                    |                    |             |
| Samlede stilling |                    |                    |             |
| Rytter | Rytter             | Hold               | Tid         |
| 1. | Sepp Kuss          | Jumbo-Visma        | 76t 48' 21" |
| 2. | Jonas Vingegaard   | Jumbo-Visma        | + 17"       |
| 3. | Primož Roglič      | Jumbo-Visma        | + 1' 08"    |
| 4. | Juan Ayuso         | UAE Team Emirates  | + 3' 18"    |
| 5. | Mikel Landa        | Bahrain Victorious | + 3' 37"    |
| 6. | Enric Mas          | Movistar Team      | + 4' 14"    |
| 7. | Aleksandr Vlasov   | Bora-Hansgrohe     | + 7' 53"    |
| 8. | Cian Uijtdebroeks  | Bora-Hansgrohe     | + 8' 00"    |
| 9. | João Almeida       | UAE Team Emirates  | + 10' 08"   |
| 10. | Santiago Buitrago  | Bahrain Victorious | + 11' 38"   |
| 11. | Steff Cras         | TotalEnergies      | + 14' 04"   |
| 12. | Remco Evenepoel    | Soudal Quick-Step  | + 16' 44"   |
| 13. | Cristián Rodríguez | Arkéa-Samsic       | + 22' 13"   |
| 14. | Marc Soler         | UAE Team Emirates  | + 25' 21"   |
| 15. | Wout Poels         | Bahrain Victorious | + 31' 00"   |
| 16. | Einer Rubio        | Movistar Team      | + 34' 49"   |
| 17. | Juan Pedro López   | Lidl-Trek          | + 35' 47"   |
| 18. | Antonio Tiberi     | Bahrain Victorious | + 50' 13"   |
| 19. | Damiano Caruso     | Bahrain Victorious | + 53' 47"   |
| 20. | Emanuel Buchmann   | Bora-Hansgrohe     | + 59' 02"   |

### Pointkonkurrencen
| Pointkonkurrence | Pointkonkurrence    | Pointkonkurrence      | Pointkonkurrence | Pointkonkurrence |
| Rytter           | Rytter              | Hold                  | Point            |                  |
| ---------------- | ------------------- | --------------------- | ---------------- | ---------------- |
| 1.               | Kaden Groves        | Alpecin-Deceuninck    | 315 point        |                  |
| 2.               | Remco Evenepoel     | Soudal Quick-Step     | 236 point        |                  |
| 3.               | Andreas Kron        | Lotto Dstny           | 167 point        |                  |
| 4.               | Marc Soler          | UAE Team Emirates     | 133 point        |                  |
| 5.               | Jonas Vingegaard    | Jumbo-Visma           | 123 point        |                  |
| 6.               | Filippo Ganna       | Ineos Grenadiers      | 119 point        |                  |
| 7.               | Primož Roglič       | Jumbo-Visma           | 117 point        |                  |
| 8.               | Marijn van den Berg | EF Education-EasyPost | 117 point        |                  |
| 9.               | Sepp Kuss           | Jumbo-Visma           | 112 point        |                  |
| 10.              | Juan Ayuso          | UAE Team Emirates     | 105 point        |                  |

### Bjergkonkurrencen
| Bjergkonkurrence | Bjergkonkurrence  | Bjergkonkurrence   | Bjergkonkurrence | Bjergkonkurrence |
| Rytter           | Rytter            | Hold               | Point            |                  |
| ---------------- | ----------------- | ------------------ | ---------------- | ---------------- |
| 1.               | Remco Evenepoel   | Soudal Quick-Step  | 135 point        |                  |
| 2.               | Jonas Vingegaard  | Jumbo-Visma        | 51 point         |                  |
| 3.               | Michael Storer    | Groupama-FDJ       | 39 point         |                  |
| 4.               | Romain Bardet     | Team DSM-Firmenich | 35 point         |                  |
| 5.               | Primož Roglič     | Jumbo-Visma        | 33 point         |                  |
| 6.               | Sepp Kuss         | Jumbo-Visma        | 33 point         |                  |
| 7.               | Damiano Caruso    | Bahrain Victorious | 30 point         |                  |
| 8.               | Andreas Kron      | Lotto Dstny        | 28 point         |                  |
| 9.               | Eduardo Sepúlveda | Lotto Dstny        | 23 point         |                  |
| 10.              | Jesús Herrada     | Cofidis            | 22 point         |                  |

### Ungdomskonkurrencen
| Ungdomskonkurrence | Ungdomskonkurrence  | Ungdomskonkurrence | Ungdomskonkurrence | Ungdomskonkurrence |
| Rytter             | Rytter              | Hold               | Tid                |                    |
| ------------------ | ------------------- | ------------------ | ------------------ | ------------------ |
| 1.                 | Juan Ayuso          | UAE Team Emirates  | 76t 51' 46"        |                    |
| 2.                 | Cian Uijtdebroeks   | Bora-Hansgrohe     | + 4' 48"           |                    |
| 3.                 | João Almeida        | UAE Team Emirates  | + 6' 43"           |                    |
| 4.                 | Santiago Buitrago   | Bahrain Victorious | + 8' 26"           |                    |
| 5.                 | Remco Evenepoel     | Soudal Quick-Step  | + 13' 19"          |                    |
| 6.                 | Einer Rubio         | Movistar Team      | + 31' 34"          |                    |
| 7.                 | Antonio Tiberi      | Bahrain Victorious | + 46' 48"          |                    |
| 8.                 | Attila Valter       | Jumbo-Visma        | + 1t 02' 17"       |                    |
| 9.                 | Lenny Martinez      | Groupama-FDJ       | + 1t 18' 16"       |                    |
| 10.                | Lennert Van Eetvelt | Lotto Dstny        | + 1t 45' 27"       |                    |

### Holdkonkurrencen
| Holdkonkurrence | Holdkonkurrence    | Holdkonkurrence | Holdkonkurrence |
| Hold            | Hold               | Tid             |                 |
| --------------- | ------------------ | --------------- | --------------- |
| 1.              | Jumbo-Visma        | 229t 42' 26"    |                 |
| 2.              | Bahrain Victorious | + 21' 09"       |                 |
| 3.              | Bora-Hansgrohe     | + 33' 07"       |                 |
| 4.              | UAE Team Emirates  | + 33' 53"       |                 |
| 5.              | Movistar Team      | + 2t 17' 33"    |                 |
| 6.              | Soudal Quick-Step  | + 3t 18' 40"    |                 |
| 7.              | TotalEnergies      | + 3t 25' 29"    |                 |
| 8.              | Groupama-FDJ       | + 3t 42' 37"    |                 |
| 9.              | Lidl-Trek          | + 4t 00' 42"    |                 |
| 10.             | Arkéa-Samsic       | + 4t 23' 49"    |                 |

## Hold
| UCI WorldTeams (18)- AG2R Citroën Team - Alpecin-Deceuninck - Arkéa-Samsic - Astana Qazaqstan Team - Bahrain Victorious - Bora-Hansgrohe - Team Jayco AlUla - Cofidis - Team DSM-Firmenich - EF Education-EasyPost - Groupama-FDJ - Ineos Grenadiers - Intermarché-Circus-Wanty - Jumbo-Visma - Movistar Team - Soudal Quick-Step - Lidl-Trek - UAE Team Emirates UCI ProTeams (4)- Burgos-BH - Caja Rural-Seguros RGA - Lotto Dstny - TotalEnergies |
| |

### Danske ryttere
| Danske ryttere på startlisten |                  |                          |           |
| Rygnummer                     | Rytter           | Hold                     | Placering |
| 6                             | Casper Pedersen  | Soudal Quick-Step        | 140       |
| 28                            | Jonas Vingegaard | Team Jumbo-Visma         | 2         |
| 94                            | Andreas Kron     | Lotto Dstny              | 67        |
| 134                           | Julius Johansen  | Intermarché-Circus-Wanty | 98        |

* DNF = gennemførte ikke

### Startliste
| Soudal Quick-Step SOQ | Soudal Quick-Step SOQ                           | Soudal Quick-Step SOQ |
| --------------------- | ----------------------------------------------- | --------------------- |
| Nr.                   | Rytter                                          | Placering             |
| 1                     | Remco Evenepoel (BEL) (landevej og enkeltstart) | 12.                   |
| 2                     | Andrea Bagioli (ITA)                            | DNF-6                 |
| 3                     | Mattia Cattaneo (ITA)                           | 34.                   |
| 4                     | Jan Hirt (CZE)                                  | 59.                   |
| 5                     | James Knox (GBR)                                | 65.                   |
| 6                     | Casper Pedersen (DEN)                           | 140.                  |
| 7                     | Pieter Serry (BEL)                              | 96.                   |
| 8                     | Louis Vervaeke (BEL)                            | 33.                   |

| UAE Team Emirates UAD | UAE Team Emirates UAD            | UAE Team Emirates UAD |
| --------------------- | -------------------------------- | --------------------- |
| Nr.                   | Rytter                           | Placering             |
| 11                    | Juan Ayuso (ESP)                 | 4.                    |
| 12                    | João Almeida (POR) (enkeltstart) | 9.                    |
| 13                    | Rui Oliveira (POR)               | 148.                  |
| 14                    | Finn Fisher-Black (NZL)          | 40.                   |
| 15                    | Sebastián Molano (COL)           | 147.                  |
| 16                    | Domen Novak (SLO)                | 138.                  |
| 17                    | Marc Soler (ESP)                 | 14.                   |
| 18                    | Jay Vine (AUS) (enkeltstart)     | DNF-6                 |

| Jumbo-Visma TJV | Jumbo-Visma TJV                               | Jumbo-Visma TJV |
| --------------- | --------------------------------------------- | --------------- |
| Nr.             | Rytter                                        | Placering       |
| 21              | Primož Roglič (SLO)                           | 3.              |
| 22              | Robert Gesink (NED)                           | 52.             |
| 23              | Wilco Kelderman (NED)                         | 25.             |
| 24              | Sepp Kuss (USA)                               | 1.              |
| 25              | Jan Tratnik (SLO)                             | 38.             |
| 26              | Attila Valter (HUN) (landevej og enkeltstart) | 22.             |
| 27              | Dylan van Baarle (NED) (landevej)             | 88.             |
| 28              | Jonas Vingegaard (DEN)                        | 2.              |

| Ineos Grenadiers IGD | Ineos Grenadiers IGD              | Ineos Grenadiers IGD |
| -------------------- | --------------------------------- | -------------------- |
| Nr.                  | Rytter                            | Placering            |
| 31                   | Geraint Thomas (GBR)              | 31.                  |
| 32                   | Thymen Arensman (NED)             | DNF-7                |
| 33                   | Egan Bernal (COL)                 | 55.                  |
| 34                   | Jonathan Castroviejo (ESP)        | 60.                  |
| 35                   | Laurens De Plus (BEL)             | DNF-1                |
| 36                   | Filippo Ganna (ITA) (enkeltstart) | 104.                 |
| 37                   | Omar Fraile (ESP)                 | 115.                 |
| 38                   | Kim Heiduk (GER)                  | 139.                 |

| Bahrain Victorious TBV | Bahrain Victorious TBV  | Bahrain Victorious TBV |
| ---------------------- | ----------------------- | ---------------------- |
| Nr.                    | Rytter                  | Placering              |
| 41                     | Santiago Buitrago (COL) | 10.                    |
| 42                     | Damiano Caruso (ITA)    | 19.                    |
| 43                     | Matevž Govekar (SLO)    | 133.                   |
| 44                     | Kamil Gradek (POL)      | 130.                   |
| 45                     | Mikel Landa (ESP)       | 5.                     |
| 46                     | Wout Poels (NED)        | 15.                    |
| 47                     | Jasha Sütterlin (GER)   | 71.                    |
| 48                     | Antonio Tiberi (ITA)    | 18.                    |

| Lidl-Trek LTK | Lidl-Trek LTK                 | Lidl-Trek LTK |
| ------------- | ----------------------------- | ------------- |
| Nr.           | Rytter                        | Placering     |
| 51            | Juan Pedro López (ESP)        | 17.           |
| 52            | Julien Bernard (FRA)          | 68.           |
| 53            | Kenny Elissonde (FRA)         | 50.           |
| 54            | Amanuel Ghebreigzabhier (ERI) | 82.           |
| 55            | Bauke Mollema (NED)           | 79.           |
| 56            | Jacopo Mosca (ITA)            | 92.           |
| 57            | Edward Theuns (BEL)           | 128.          |
| 58            | Otto Vergaerde (BEL)          | 113.          |

| Groupama-FDJ GFC | Groupama-FDJ GFC      | Groupama-FDJ GFC |
| ---------------- | --------------------- | ---------------- |
| Nr.              | Rytter                | Placering        |
| 61               | Rudy Molard (FRA)     | 29.              |
| 62               | Lenny Martinez (FRA)  | 24.              |
| 63               | Lewis Askey (GBR)     | 105.             |
| 64               | Clément Davy (FRA)    | 135.             |
| 65               | Lorenzo Germani (ITA) | 85.              |
| 66               | Romain Grégoire (FRA) | 42.              |
| 67               | Michael Storer (AUS)  | 45.              |
| 68               | Samuel Watson (GBR)   | 123.             |

| Bora-Hansgrohe BOH | Bora-Hansgrohe BOH                | Bora-Hansgrohe BOH |
| ------------------ | --------------------------------- | ------------------ |
| Nr.                | Rytter                            | Placering          |
| 71                 | Aleksandr Vlasov                  | 7.                 |
| 72                 | Nico Denz (GER)                   | 97.                |
| 73                 | Emanuel Buchmann (GER) (landevej) | 20.                |
| 74                 | Sergio Higuita (COL)              | 43.                |
| 75                 | Lennard Kämna (GER)               | 30.                |
| 76                 | Jonas Koch (GER)                  | 93.                |
| 77                 | Cian Uijtdebroeks (BEL)           | 8.                 |
| 78                 | Ben Zwiehoff (GER)                | 35.                |

| Alpecin-Deceuninck ADC | Alpecin-Deceuninck ADC    | Alpecin-Deceuninck ADC |
| ---------------------- | ------------------------- | ---------------------- |
| Nr.                    | Rytter                    | Placering              |
| 81                     | Kaden Groves (AUS)        | 122.                   |
| 82                     | Maurice Ballerstedt (GER) | 143.                   |
| 83                     | Tobias Bayer (AUT)        | 141.                   |
| 84                     | Sam Gaze (NZL)            | DNF-8                  |
| 85                     | Robbe Ghys (BEL)          | DNS-13                 |
| 86                     | Jimmy Janssens (BEL)      | 112.                   |
| 87                     | Jason Osborne (GER)       | 131.                   |
| 88                     | Edward Planckaert (BEL)   | 136.                   |

| Lotto Dstny LTD | Lotto Dstny LTD           | Lotto Dstny LTD |
| --------------- | ------------------------- | --------------- |
| Nr.             | Rytter                    | Placering       |
| 91              | Thomas De Gendt (BEL)     | 99.             |
| 92              | Jarrad Drizners (AUS)     | 145.            |
| 93              | Sébastien Grignard (BEL)  | 118.            |
| 94              | Andreas Kron (DEN)        | 67.             |
| 95              | Milan Menten (BEL)        | 142.            |
| 96              | Sylvain Moniquet (BEL)    | 94.             |
| 97              | Eduardo Sepúlveda (ARG)   | 102.            |
| 98              | Lennert Van Eetvelt (BEL) | 32.             |

| EF Education-EasyPost EFE | EF Education-EasyPost EFE            | EF Education-EasyPost EFE |
| ------------------------- | ------------------------------------ | ------------------------- |
| Nr.                       | Rytter                               | Placering                 |
| 101                       | Hugh Carthy (GBR)                    | 23.                       |
| 102                       | Stefan Bissegger (SUI) (enkeltstart) | 117.                      |
| 103                       | Jonathan Caicedo (ECU) (enkeltstart) | 47.                       |
| 104                       | Diego Camargo (COL)                  | 84.                       |
| 105                       | Andrea Piccolo (ITA)                 | 69.                       |
| 106                       | Sean Quinn (USA)                     | 80.                       |
| 107                       | Marijn van den Berg (NED)            | 126.                      |
| 108                       | Julius van den Berg (NED)            | 120.                      |

| AG2R Citroën Team ACT | AG2R Citroën Team ACT   | AG2R Citroën Team ACT |
| --------------------- | ----------------------- | --------------------- |
| Nr.                   | Rytter                  | Placering             |
| 111                   | Mikaël Cherel (FRA)     | 56.                   |
| 112                   | Geoffrey Bouchard (FRA) | DNF-17                |
| 113                   | Dorian Godon (FRA)      | 51.                   |
| 114                   | Paul Lapeira (FRA)      | 109.                  |
| 115                   | Damien Touzé (FRA)      | DNS-19                |
| 116                   | Andrea Vendrame (ITA)   | 95.                   |
| 117                   | Larry Warbasse (USA)    | 44.                   |
| 118                   | Nicolas Prodhomme (FRA) | 27.                   |

| Team Jayco AlUla JAY | Team Jayco AlUla JAY    | Team Jayco AlUla JAY |
| -------------------- | ----------------------- | -------------------- |
| Nr.                  | Rytter                  | Placering            |
| 121                  | Eddie Dunbar (IRL)      | DNF-5                |
| 122                  | Felix Engelhardt (GER)  | 70.                  |
| 123                  | Hagos Welay Berhe (ETH) | DNS-16               |
| 124                  | Michael Hepburn (AUS)   | DNF-6                |
| 125                  | Jan Maas (NED)          | 137.                 |
| 126                  | Callum Scotson (AUS)    | DNF-13               |
| 127                  | Matteo Sobrero (ITA)    | 86.                  |
| 128                  | Filippo Zana (ITA)      | DNF-5                |

| Intermarché-Circus-Wanty ICW | Intermarché-Circus-Wanty ICW | Intermarché-Circus-Wanty ICW |
| ---------------------------- | ---------------------------- | ---------------------------- |
| Nr.                          | Rytter                       | Placering                    |
| 131                          | Rui Costa (POR)              | 41.                          |
| 132                          | Kobe Goossens (BEL)          | DNS-5                        |
| 133                          | Rune Herregodts (BEL)        | DNF-16                       |
| 134                          | Julius Johansen (DEN)        | 98.                          |
| 135                          | Hugo Page (FRA)              | 127.                         |
| 136                          | Rein Taaramäe (EST)          | DNF-14                       |
| 137                          | Simone Petilli (ITA)         | 58.                          |
| 138                          | Boy van Poppel (NED)         | 124.                         |

| Movistar Team MOV | Movistar Team MOV             | Movistar Team MOV |
| ----------------- | ----------------------------- | ----------------- |
| Nr.               | Rytter                        | Placering         |
| 141               | Enric Mas (ESP)               | 6.                |
| 142               | Jorge Arcas (ESP)             | 87.               |
| 143               | Ruben Guerreiro (POR)         | DNS-5             |
| 144               | Imanol Erviti (ESP)           | 78.               |
| 145               | Iván García Cortina (ESP)     | 72.               |
| 146               | Oier Lazkano (ESP) (landevej) | 81.               |
| 147               | Nelson Oliveira (POR)         | 53.               |
| 148               | Einer Rubio (COL)             | 16.               |

| Cofidis COF | Cofidis COF           | Cofidis COF |
| ----------- | --------------------- | ----------- |
| Nr.         | Rytter                | Placering   |
| 151         | Jesús Herrada (ESP)   | 83.         |
| 152         | Davide Cimolai (ITA)  | 146.        |
| 153         | François Bidard (FRA) | 125.        |
| 154         | André Carvalho (POR)  | 134.        |
| 155         | Bryan Coquard (FRA)   | DNS-5       |
| 156         | Rubén Fernández (ESP) | 54.         |
| 157         | José Herrada (ESP)    | 132.        |
| 158         | Rémy Rochas (FRA)     | 28.         |

| Team DSM-Firmenich DSM | Team DSM-Firmenich DSM | Team DSM-Firmenich DSM |
| ---------------------- | ---------------------- | ---------------------- |
| Nr.                    | Rytter                 | Placering              |
| 161                    | Romain Bardet (FRA)    | 21.                    |
| 162                    | Romain Combaud (FRA)   | 119.                   |
| 163                    | Alberto Dainese (ITA)  | 144.                   |
| 164                    | Sean Flynn (GBR)       | 116.                   |
| 165                    | Chris Hamilton (AUS)   | 63.                    |
| 166                    | Lorenzo Milesi (ITA)   | DNF-6                  |
| 167                    | Oscar Onley (GBR)      | DNF-2                  |
| 168                    | Max Poole (GBR)        | 49.                    |

| Arkéa-Samsic ARK | Arkéa-Samsic ARK         | Arkéa-Samsic ARK |
| ---------------- | ------------------------ | ---------------- |
| Nr.              | Rytter                   | Placering        |
| 171              | Kévin Vauquelin (FRA)    | DNF-15           |
| 172              | Élie Gesbert (FRA)       | 73.              |
| 173              | Hugo Hofstetter (FRA)    | 111.             |
| 174              | Mathis Le Berre (FRA)    | 90.              |
| 175              | Kévin Ledanois (FRA)     | 103.             |
| 176              | Łukasz Owsian (POL)      | 75.              |
| 177              | Michel Ries (LUX)        | 66.              |
| 178              | Cristián Rodríguez (ESP) | 13.              |

| TotalEnergies TEN | TotalEnergies TEN      | TotalEnergies TEN |
| ----------------- | ---------------------- | ----------------- |
| Nr.               | Rytter                 | Placering         |
| 181               | Steff Cras (BEL)       | 11.               |
| 182               | Thomas Bonnet (FRA)    | DNF-16            |
| 183               | Fabien Doubey (FRA)    | 36.               |
| 184               | Alan Jousseaume (FRA)  | DNS-13            |
| 185               | Pierre Latour (FRA)    | DNF-8             |
| 186               | Paul Ourselin (FRA)    | 26.               |
| 187               | Geoffrey Soupe (FRA)   | 101.              |
| 188               | Dries Van Gestel (BEL) | 107.              |

| Astana Qazaqstan Team AST | Astana Qazaqstan Team AST | Astana Qazaqstan Team AST |
| ------------------------- | ------------------------- | ------------------------- |
| Nr.                       | Rytter                    | Placering                 |
| 191                       | Samuele Battistella (ITA) | 121.                      |
| 192                       | David de la Cruz (ESP)    | DNS-16                    |
| 193                       | Luis León Sánchez (ESP)   | 61.                       |
| 194                       | Javier Romo (ESP)         | DNS-10                    |
| 195                       | Joe Dombrowski (USA)      | 57.                       |
| 196                       | Vadim Pronskij (KAZ)      | 91.                       |
| 197                       | Fabio Felline (ITA)       | 76.                       |
| 198                       | Andrej Zejts (KAZ)        | 46.                       |

| Burgos-BH BBH | Burgos-BH BBH                     | Burgos-BH BBH |
| ------------- | --------------------------------- | ------------- |
| Nr.           | Rytter                            | Placering     |
| 201           | José Manuel Díaz (ESP)            | 64.           |
| 202           | Cyril Barthe (FRA)                | 108.          |
| 203           | Jetse Bol (NED)                   | 110.          |
| 204           | Jesús Ezquerra (ESP)              | 89.           |
| 205           | Eric Fagúndez (URU) (enkeltstart) | 129.          |
| 206           | Daniel Navarro (ESP)              | 39.           |
| 207           | Ander Okamika (ESP)               | 62.           |
| 208           | Pelayo Sánchez (ESP)              | 37.           |

| Caja Rural-Seguros RGA CJR | Caja Rural-Seguros RGA CJR                   | Caja Rural-Seguros RGA CJR |
| -------------------------- | -------------------------------------------- | -------------------------- |
| Nr.                        | Rytter                                       | Placering                  |
| 211                        | Orluis Aular (VEN) (landevej og enkeltstart) | DNS-13                     |
| 212                        | Abel Balderstone (ESP)                       | 77.                        |
| 213                        | Fernando Barceló (ESP)                       | 48.                        |
| 214                        | Jon Barrenetxea (ESP)                        | 74.                        |
| 215                        | Jefferson Alveiro Cepeda (ECU)               | DNS-10                     |
| 216                        | David González López (ESP)                   | 106.                       |
| 217                        | Joel Nicolau (ESP)                           | 100.                       |
| 218                        | Michal Schlegel (CZE)                        | 114.                       |

| Soudal Quick-Step SOQ | Soudal Quick-Step SOQ                           | Soudal Quick-Step SOQ |
| --------------------- | ----------------------------------------------- | --------------------- |
| Nr.                   | Rytter                                          | Placering             |
| 1                     | Remco Evenepoel (BEL) (landevej og enkeltstart) | 12.                   |
| 2                     | Andrea Bagioli (ITA)                            | DNF-6                 |
| 3                     | Mattia Cattaneo (ITA)                           | 34.                   |
| 4                     | Jan Hirt (CZE)                                  | 59.                   |
| 5                     | James Knox (GBR)                                | 65.                   |
| 6                     | Casper Pedersen (DEN)                           | 140.                  |
| 7                     | Pieter Serry (BEL)                              | 96.                   |
| 8                     | Louis Vervaeke (BEL)                            | 33.                   |

| UAE Team Emirates UAD | UAE Team Emirates UAD            | UAE Team Emirates UAD |
| --------------------- | -------------------------------- | --------------------- |
| Nr.                   | Rytter                           | Placering             |
| 11                    | Juan Ayuso (ESP)                 | 4.                    |
| 12                    | João Almeida (POR) (enkeltstart) | 9.                    |
| 13                    | Rui Oliveira (POR)               | 148.                  |
| 14                    | Finn Fisher-Black (NZL)          | 40.                   |
| 15                    | Sebastián Molano (COL)           | 147.                  |
| 16                    | Domen Novak (SLO)                | 138.                  |
| 17                    | Marc Soler (ESP)                 | 14.                   |
| 18                    | Jay Vine (AUS) (enkeltstart)     | DNF-6                 |

| Jumbo-Visma TJV | Jumbo-Visma TJV                               | Jumbo-Visma TJV |
| --------------- | --------------------------------------------- | --------------- |
| Nr.             | Rytter                                        | Placering       |
| 21              | Primož Roglič (SLO)                           | 3.              |
| 22              | Robert Gesink (NED)                           | 52.             |
| 23              | Wilco Kelderman (NED)                         | 25.             |
| 24              | Sepp Kuss (USA)                               | 1.              |
| 25              | Jan Tratnik (SLO)                             | 38.             |
| 26              | Attila Valter (HUN) (landevej og enkeltstart) | 22.             |
| 27              | Dylan van Baarle (NED) (landevej)             | 88.             |
| 28              | Jonas Vingegaard (DEN)                        | 2.              |

| Ineos Grenadiers IGD | Ineos Grenadiers IGD              | Ineos Grenadiers IGD |
| -------------------- | --------------------------------- | -------------------- |
| Nr.                  | Rytter                            | Placering            |
| 31                   | Geraint Thomas (GBR)              | 31.                  |
| 32                   | Thymen Arensman (NED)             | DNF-7                |
| 33                   | Egan Bernal (COL)                 | 55.                  |
| 34                   | Jonathan Castroviejo (ESP)        | 60.                  |
| 35                   | Laurens De Plus (BEL)             | DNF-1                |
| 36                   | Filippo Ganna (ITA) (enkeltstart) | 104.                 |
| 37                   | Omar Fraile (ESP)                 | 115.                 |
| 38                   | Kim Heiduk (GER)                  | 139.                 |

| Bahrain Victorious TBV | Bahrain Victorious TBV  | Bahrain Victorious TBV |
| ---------------------- | ----------------------- | ---------------------- |
| Nr.                    | Rytter                  | Placering              |
| 41                     | Santiago Buitrago (COL) | 10.                    |
| 42                     | Damiano Caruso (ITA)    | 19.                    |
| 43                     | Matevž Govekar (SLO)    | 133.                   |
| 44                     | Kamil Gradek (POL)      | 130.                   |
| 45                     | Mikel Landa (ESP)       | 5.                     |
| 46                     | Wout Poels (NED)        | 15.                    |
| 47                     | Jasha Sütterlin (GER)   | 71.                    |
| 48                     | Antonio Tiberi (ITA)    | 18.                    |

| Lidl-Trek LTK | Lidl-Trek LTK                 | Lidl-Trek LTK |
| ------------- | ----------------------------- | ------------- |
| Nr.           | Rytter                        | Placering     |
| 51            | Juan Pedro López (ESP)        | 17.           |
| 52            | Julien Bernard (FRA)          | 68.           |
| 53            | Kenny Elissonde (FRA)         | 50.           |
| 54            | Amanuel Ghebreigzabhier (ERI) | 82.           |
| 55            | Bauke Mollema (NED)           | 79.           |
| 56            | Jacopo Mosca (ITA)            | 92.           |
| 57            | Edward Theuns (BEL)           | 128.          |
| 58            | Otto Vergaerde (BEL)          | 113.          |

| Groupama-FDJ GFC | Groupama-FDJ GFC      | Groupama-FDJ GFC |
| ---------------- | --------------------- | ---------------- |
| Nr.              | Rytter                | Placering        |
| 61               | Rudy Molard (FRA)     | 29.              |
| 62               | Lenny Martinez (FRA)  | 24.              |
| 63               | Lewis Askey (GBR)     | 105.             |
| 64               | Clément Davy (FRA)    | 135.             |
| 65               | Lorenzo Germani (ITA) | 85.              |
| 66               | Romain Grégoire (FRA) | 42.              |
| 67               | Michael Storer (AUS)  | 45.              |
| 68               | Samuel Watson (GBR)   | 123.             |

| Bora-Hansgrohe BOH | Bora-Hansgrohe BOH                | Bora-Hansgrohe BOH |
| ------------------ | --------------------------------- | ------------------ |
| Nr.                | Rytter                            | Placering          |
| 71                 | Aleksandr Vlasov                  | 7.                 |
| 72                 | Nico Denz (GER)                   | 97.                |
| 73                 | Emanuel Buchmann (GER) (landevej) | 20.                |
| 74                 | Sergio Higuita (COL)              | 43.                |
| 75                 | Lennard Kämna (GER)               | 30.                |
| 76                 | Jonas Koch (GER)                  | 93.                |
| 77                 | Cian Uijtdebroeks (BEL)           | 8.                 |
| 78                 | Ben Zwiehoff (GER)                | 35.                |

| Alpecin-Deceuninck ADC | Alpecin-Deceuninck ADC    | Alpecin-Deceuninck ADC |
| ---------------------- | ------------------------- | ---------------------- |
| Nr.                    | Rytter                    | Placering              |
| 81                     | Kaden Groves (AUS)        | 122.                   |
| 82                     | Maurice Ballerstedt (GER) | 143.                   |
| 83                     | Tobias Bayer (AUT)        | 141.                   |
| 84                     | Sam Gaze (NZL)            | DNF-8                  |
| 85                     | Robbe Ghys (BEL)          | DNS-13                 |
| 86                     | Jimmy Janssens (BEL)      | 112.                   |
| 87                     | Jason Osborne (GER)       | 131.                   |
| 88                     | Edward Planckaert (BEL)   | 136.                   |

| Lotto Dstny LTD | Lotto Dstny LTD           | Lotto Dstny LTD |
| --------------- | ------------------------- | --------------- |
| Nr.             | Rytter                    | Placering       |
| 91              | Thomas De Gendt (BEL)     | 99.             |
| 92              | Jarrad Drizners (AUS)     | 145.            |
| 93              | Sébastien Grignard (BEL)  | 118.            |
| 94              | Andreas Kron (DEN)        | 67.             |
| 95              | Milan Menten (BEL)        | 142.            |
| 96              | Sylvain Moniquet (BEL)    | 94.             |
| 97              | Eduardo Sepúlveda (ARG)   | 102.            |
| 98              | Lennert Van Eetvelt (BEL) | 32.             |

| EF Education-EasyPost EFE | EF Education-EasyPost EFE            | EF Education-EasyPost EFE |
| ------------------------- | ------------------------------------ | ------------------------- |
| Nr.                       | Rytter                               | Placering                 |
| 101                       | Hugh Carthy (GBR)                    | 23.                       |
| 102                       | Stefan Bissegger (SUI) (enkeltstart) | 117.                      |
| 103                       | Jonathan Caicedo (ECU) (enkeltstart) | 47.                       |
| 104                       | Diego Camargo (COL)                  | 84.                       |
| 105                       | Andrea Piccolo (ITA)                 | 69.                       |
| 106                       | Sean Quinn (USA)                     | 80.                       |
| 107                       | Marijn van den Berg (NED)            | 126.                      |
| 108                       | Julius van den Berg (NED)            | 120.                      |

| AG2R Citroën Team ACT | AG2R Citroën Team ACT   | AG2R Citroën Team ACT |
| --------------------- | ----------------------- | --------------------- |
| Nr.                   | Rytter                  | Placering             |
| 111                   | Mikaël Cherel (FRA)     | 56.                   |
| 112                   | Geoffrey Bouchard (FRA) | DNF-17                |
| 113                   | Dorian Godon (FRA)      | 51.                   |
| 114                   | Paul Lapeira (FRA)      | 109.                  |
| 115                   | Damien Touzé (FRA)      | DNS-19                |
| 116                   | Andrea Vendrame (ITA)   | 95.                   |
| 117                   | Larry Warbasse (USA)    | 44.                   |
| 118                   | Nicolas Prodhomme (FRA) | 27.                   |

| Team Jayco AlUla JAY | Team Jayco AlUla JAY    | Team Jayco AlUla JAY |
| -------------------- | ----------------------- | -------------------- |
| Nr.                  | Rytter                  | Placering            |
| 121                  | Eddie Dunbar (IRL)      | DNF-5                |
| 122                  | Felix Engelhardt (GER)  | 70.                  |
| 123                  | Hagos Welay Berhe (ETH) | DNS-16               |
| 124                  | Michael Hepburn (AUS)   | DNF-6                |
| 125                  | Jan Maas (NED)          | 137.                 |
| 126                  | Callum Scotson (AUS)    | DNF-13               |
| 127                  | Matteo Sobrero (ITA)    | 86.                  |
| 128                  | Filippo Zana (ITA)      | DNF-5                |

| Intermarché-Circus-Wanty ICW | Intermarché-Circus-Wanty ICW | Intermarché-Circus-Wanty ICW |
| ---------------------------- | ---------------------------- | ---------------------------- |
| Nr.                          | Rytter                       | Placering                    |
| 131                          | Rui Costa (POR)              | 41.                          |
| 132                          | Kobe Goossens (BEL)          | DNS-5                        |
| 133                          | Rune Herregodts (BEL)        | DNF-16                       |
| 134                          | Julius Johansen (DEN)        | 98.                          |
| 135                          | Hugo Page (FRA)              | 127.                         |
| 136                          | Rein Taaramäe (EST)          | DNF-14                       |
| 137                          | Simone Petilli (ITA)         | 58.                          |
| 138                          | Boy van Poppel (NED)         | 124.                         |

| Movistar Team MOV | Movistar Team MOV             | Movistar Team MOV |
| ----------------- | ----------------------------- | ----------------- |
| Nr.               | Rytter                        | Placering         |
| 141               | Enric Mas (ESP)               | 6.                |
| 142               | Jorge Arcas (ESP)             | 87.               |
| 143               | Ruben Guerreiro (POR)         | DNS-5             |
| 144               | Imanol Erviti (ESP)           | 78.               |
| 145               | Iván García Cortina (ESP)     | 72.               |
| 146               | Oier Lazkano (ESP) (landevej) | 81.               |
| 147               | Nelson Oliveira (POR)         | 53.               |
| 148               | Einer Rubio (COL)             | 16.               |

| Cofidis COF | Cofidis COF           | Cofidis COF |
| ----------- | --------------------- | ----------- |
| Nr.         | Rytter                | Placering   |
| 151         | Jesús Herrada (ESP)   | 83.         |
| 152         | Davide Cimolai (ITA)  | 146.        |
| 153         | François Bidard (FRA) | 125.        |
| 154         | André Carvalho (POR)  | 134.        |
| 155         | Bryan Coquard (FRA)   | DNS-5       |
| 156         | Rubén Fernández (ESP) | 54.         |
| 157         | José Herrada (ESP)    | 132.        |
| 158         | Rémy Rochas (FRA)     | 28.         |

| Team DSM-Firmenich DSM | Team DSM-Firmenich DSM | Team DSM-Firmenich DSM |
| ---------------------- | ---------------------- | ---------------------- |
| Nr.                    | Rytter                 | Placering              |
| 161                    | Romain Bardet (FRA)    | 21.                    |
| 162                    | Romain Combaud (FRA)   | 119.                   |
| 163                    | Alberto Dainese (ITA)  | 144.                   |
| 164                    | Sean Flynn (GBR)       | 116.                   |
| 165                    | Chris Hamilton (AUS)   | 63.                    |
| 166                    | Lorenzo Milesi (ITA)   | DNF-6                  |
| 167                    | Oscar Onley (GBR)      | DNF-2                  |
| 168                    | Max Poole (GBR)        | 49.                    |

| Arkéa-Samsic ARK | Arkéa-Samsic ARK         | Arkéa-Samsic ARK |
| ---------------- | ------------------------ | ---------------- |
| Nr.              | Rytter                   | Placering        |
| 171              | Kévin Vauquelin (FRA)    | DNF-15           |
| 172              | Élie Gesbert (FRA)       | 73.              |
| 173              | Hugo Hofstetter (FRA)    | 111.             |
| 174              | Mathis Le Berre (FRA)    | 90.              |
| 175              | Kévin Ledanois (FRA)     | 103.             |
| 176              | Łukasz Owsian (POL)      | 75.              |
| 177              | Michel Ries (LUX)        | 66.              |
| 178              | Cristián Rodríguez (ESP) | 13.              |

| TotalEnergies TEN | TotalEnergies TEN      | TotalEnergies TEN |
| ----------------- | ---------------------- | ----------------- |
| Nr.               | Rytter                 | Placering         |
| 181               | Steff Cras (BEL)       | 11.               |
| 182               | Thomas Bonnet (FRA)    | DNF-16            |
| 183               | Fabien Doubey (FRA)    | 36.               |
| 184               | Alan Jousseaume (FRA)  | DNS-13            |
| 185               | Pierre Latour (FRA)    | DNF-8             |
| 186               | Paul Ourselin (FRA)    | 26.               |
| 187               | Geoffrey Soupe (FRA)   | 101.              |
| 188               | Dries Van Gestel (BEL) | 107.              |

| Astana Qazaqstan Team AST | Astana Qazaqstan Team AST | Astana Qazaqstan Team AST |
| ------------------------- | ------------------------- | ------------------------- |
| Nr.                       | Rytter                    | Placering                 |
| 191                       | Samuele Battistella (ITA) | 121.                      |
| 192                       | David de la Cruz (ESP)    | DNS-16                    |
| 193                       | Luis León Sánchez (ESP)   | 61.                       |
| 194                       | Javier Romo (ESP)         | DNS-10                    |
| 195                       | Joe Dombrowski (USA)      | 57.                       |
| 196                       | Vadim Pronskij (KAZ)      | 91.                       |
| 197                       | Fabio Felline (ITA)       | 76.                       |
| 198                       | Andrej Zejts (KAZ)        | 46.                       |

| Burgos-BH BBH | Burgos-BH BBH                     | Burgos-BH BBH |
| ------------- | --------------------------------- | ------------- |
| Nr.           | Rytter                            | Placering     |
| 201           | José Manuel Díaz (ESP)            | 64.           |
| 202           | Cyril Barthe (FRA)                | 108.          |
| 203           | Jetse Bol (NED)                   | 110.          |
| 204           | Jesús Ezquerra (ESP)              | 89.           |
| 205           | Eric Fagúndez (URU) (enkeltstart) | 129.          |
| 206           | Daniel Navarro (ESP)              | 39.           |
| 207           | Ander Okamika (ESP)               | 62.           |
| 208           | Pelayo Sánchez (ESP)              | 37.           |

| Caja Rural-Seguros RGA CJR | Caja Rural-Seguros RGA CJR                   | Caja Rural-Seguros RGA CJR |
| -------------------------- | -------------------------------------------- | -------------------------- |
| Nr.                        | Rytter                                       | Placering                  |
| 211                        | Orluis Aular (VEN) (landevej og enkeltstart) | DNS-13                     |
| 212                        | Abel Balderstone (ESP)                       | 77.                        |
| 213                        | Fernando Barceló (ESP)                       | 48.                        |
| 214                        | Jon Barrenetxea (ESP)                        | 74.                        |
| 215                        | Jefferson Alveiro Cepeda (ECU)               | DNS-10                     |
| 216                        | David González López (ESP)                   | 106.                       |
| 217                        | Joel Nicolau (ESP)                           | 100.                       |
| 218                        | Michal Schlegel (CZE)                        | 114.                       |